# Godshill, Isle of Wight
Godshill är en civil parish i Storbritannien.   Den ligger i grevskapet Isle of Wight och riksdelen England, i den södra delen av landet, 130 km sydväst om huvudstaden London. Godshill ligger på ön Isle of Wight.